# Ejike Ugboaja
Ejike Christopher Ugboaja (ur. 28 maja 1985 w Lagos) – nigeryjski koszykarz, występujący na pozycji silnego skrzydłowego, reprezentant kraju, brązowy medalista mistrzostw Afryki.

## Życiorys
Swoją sportową karierę rozpoczynał w drużynie Union Bank Lagos, której to zawodnikiem był do 2006. Wtedy bowiem został wybrany z numerem 55 w drafcie najlepszej zawodowej ligi świata NBA. Za oceanem jednak nie zagrał, podpisał za to wstępny kontrakt z nieistniejącym już polskim klubem koszykówki, Kagerem Gdynia, beniaminkiem Dominet Bank Ekstraligi. Rozegrał 4 spotkania w polskiej lidze, zdobywając w nich 16 punktów. Wobec tak słabej postawy zawodnika, Kager postanowił rozwiązać kontrakt z Nigeryjczykiem. Ugboaja jest reprezentantem Nigerii. Wziął udział w mistrzostwach Afryki w 2011. Wystąpił w 7 spotkaniach (średnio 10,4 punktu oraz 8,6 zbiórki).

## Osiągnięcia
Na podstawie, o ile nie zaznaczono inaczej.
Drużynowe
- Uczestnik rozgrywek Pucharu Mistrzów Afryki (2014 – 9. miejsce, 2016 – 4. miejsce)

Reprezentacja
- Brązowy medalista:
  - mistrzostw Afryki (2011)
  - kwalifikacji olimpijskich (2012)
- Uczestnik:
  - igrzysk:
    - olimpijskich (2012 – 10. miejsce)
    - wspólnoty narodów (2006 – 4. miejsce)

  - mistrzostw:
    - Afryki (2007 – 5. miejsce, 2009 – 5. miejsce, 2011)
    - świata:
      - U-21 (2005 – 9. miejsce)
      - U-19 (2003 – 11. miejsce)

## Statystyki podczas występów w PLK
| Sezon     | Drużyna      | M | S5 | MPG  | FG% | 3P% | FT% | RPG | APG | SPG | BPG | PPG |
| --------- | ------------ | - | -- | ---- | --- | --- | --- | --- | --- | --- | --- | --- |
| 2006/2007 | Kager Gdynia | 4 | 0  | 14,5 | 25% | 33% | 70% | 3,0 | 0,5 | 0,2 | 0,5 | 4,0 |

## Rekordy w PLK
- Najwięcej punktów – 9 (Kager - Prokom Trefl Sopot, 06.01.2007)
- Celne za dwa – 2 (Kager - Prokom, 06.01.2007)
- Oddane za dwa – 6 (Kager - Prokom, 06.01.2007)
- Celne za trzy – 1 (Kotwica - Kager, 27.12.2006)
- Oddane za trzy – 2 (Kotwica - Kager, 27.12.2006)
- Celne rzuty wolne – 5 (Kager - Prokom, 06.01.2007)
- Oddane rzuty wolne – 6 (Kager Prokom, 06.01.2007)